# Байбузовка
Байбузовка (укр. Байбузівка) — село, относится к Савранскому району Одесской области Украины.
Население по переписи 2001 года составляло 1056 человек. Почтовый индекс — 66214. Телефонный код — 4865. Занимает площадь 5,06 км². Код КОАТУУ — 5124380301. Расстояние от Саврани — 15км

### История села
Предположительная дата основания деревни 1798 год, именно в этот период появились первые письменные упоминания о нём, более точная дата не известна и не известны имена основателей. Предположительно (по легенде) село основал казак по имени Байбуз, который построил себе дом возле реки и завёл семью. Позже его примеру поступило несколько людей и появилось село, которое стали именовать Байбузовка.
Деревня — родина советского партийного и государственного деятеля, почётного гражданина Феодосии И. С. Мокроуса (1904—1974).

### Проблемы населённого пункта
Среди главных проблем можно отметить отсутствие рабочих мест для молодежи, поэтому село пустеет, жители переезжают в город. Нет развлечений для молодежи.
В селе только одна аптека, которая работает до 13:00.
Есть магазины продовольственные, хозяйственный, но нет расчета кредитной картой. Нет банкомата и обмена валют.
Большая проблема для развития села, развития в нем туризма — это печальное состояние дорог. Жители предпочитают ездить через лес песчаными дорогами, чем пользоваться трассой Киев-Балта, проходящей через село.
В селе давно есть хороший интернет — основной провайдер Укртелеком. Но не очень хорошая мобильная связь, здесь Киевстар — наиболее качественная связь.
Общественный транспорт — три раза в день проходит маршрутка Одесса — Пищана, места надо бронировать заранее. Популярный вид транспорта — автостоп, есть специальная группа на вайбере по савранскому району.
Такси из Саврани — 250 грн.

## Достопримечательности
Красивое село, сохранившее свою аутентичность. Хаты под камышом, разлив реки Савранки, хвойные и лиственные леса. На возвышенности, откуда можно увидеть панораму всего села, можно зимой кататься на лыжах и санках. В селе есть три больших ставка, находящиеся в аренде, владельцы занимаются рыборазведением.
Есть очень интересный школьный музей, где собраны экспонаты, касающиеся быта данного региона, в музее есть уникальный рабочий ткацкий станок.
Жители активно продвигают сельский, зеленый туризм. Появились первые объекты размещения — гостевой дом Бабусина Хата.
В селе есть небольшая школа и детский сад (Байбузівський НВК 1-2 ступеня). Также одной из достопримечательностей Байбузовки есть Свято-Иоанно-Богословский храм в центре села, неприметная на вид, главная её ценность — это редкие образы, которые хранятся в ней. К сожалению попасть в нее можно только по праздничным дням и во время службы.
Базарный день — среда, съезжаются продавцы во всего района.
Местное население занимается домашним хозяйством. Выращивают скот, обрабатывают многочисленные поля и свои огороды. На полях садят в основном кукурузу, подсолнух, пшеницу. Осенью собирают орехи, грибы. Местность богата лекарственными травами.
В селе активно празднуют Свято Борщу, Маланку, Покрова. Сохранились местные очень интересные обычаи.
Байбузовка — отличное место для отдыха всей семьей в любое время года.